# Ruman Shana
Ruman Shana, född 8 juni 1995, är en bangladeshisk bågskytt. Han deltog vid olympiska sommarspelen 2020.